# 方坪乡
方坪乡，是中华人民共和国四川省广安市广安区曾经下辖的一个乡。2019年12月，撤销方坪乡，将其所属行政区域划归官盛镇管辖。

## 行政区划
方坪乡撤销前下辖以下地区：
朝阳村、梨园村、朝建村、长河村、五方村、小方村、官坝村、红土村、前进村、李家村、楠木村、河山村、磨盘村、芙蓉村、棋盘村、迎春村、凉洞村、笔架村和东安村。